# Сошинская, Кира Алексеевна
Ки́ра Алексе́евна Соши́нская (22 июля 1933 — 18 февраля 2022) — художница, книжный иллюстратор, писательница-фантаст и переводчица. Супруга писателя Кира Булычёва, использовавшего её имя Кира в качестве собственного псевдонима.

## Биография
По образованию архитектор, позже стала журнальным дизайнером, затем занялась и книжной графикой. С 1959 года занималась оформлением журнала «Знание — сила», также была главным художником журнала «Советский экран». Работала в издательстве «Мир». Иллюстрировала книги мужа, серию «Зарубежная фантастика» издательства «Мир», сборник рассказов Льва Толстого. Участница выставок, персональная выставка в Лондоне (2002). Принимала участие во вручении премии «Алиса», была членом жюри детского художественного конкурса «Алиса возвращается».
Скончалась 18 февраля 2022 года в Москве, в доме в Большом Тишинском переулке.

## Творческое наследие
Кира Алексеевна Сошинская состоит при мне первой женой. Это происходит с ней уже 43 года. На мой взгляд, главное её достижение в фантастической графике — это 50 с лишним книг серии «Зарубежная фантастика». Кроме того, Кира (я так осмеливаюсь её называть во внерабочее время) оформила, по крайней мере, половину моих книг…— Кир Булычёв

## Семья
- Муж — Кир Булычёв (Игорь Всеволодович Можейко; 1934—2003), писатель-фантаст, переводчик, историк-востоковед.
  - Дочь — Алиса Игоревна Лютомская (Можейко; род. 17 ноября 1960), архитектор, предприниматель, президент архитектурно-проектного бюро «Элис»[9], в её честь названа Алиса Селезнёва. При этом саму Киру Сошинскую считают прототипом мамы Алисы Селезнёвой — Киры.